# Meppelerdiep (kanaal)
Het Meppelerdiep is een kanaal dat loopt van Meppel tot Zwartsluis, waar het uitmondt in het Zwarte Water.
Het Meppelerdiep vormt de benedenloop van drie riviertjes (namelijk de Wold Aa, de Reest en de Beilerstroom) en was van oorsprong dan ook een natuurlijke waterweg, vroeger de Sethe genaamd. De naam Sethe kan nog teruggevonden worden in het Gemaal Zedemuden, dat overigens vernoemd is naar een in de golven verdwenen nederzetting aan de monding van de Sethe. Ook komt de naam terug in de aan het Meppelerdiep gelegen Sethehaven.
Het Meppelerdiep verbindt tegenwoordig de Drentsche Hoofdvaart en de Hoogeveense Vaart (twee kanalen met enig belang voor de scheepvaart) met het IJsselmeer en is van belang voor de waterhuishouding in Drenthe.

## Geschiedenis
De vroegste vermelding van het Meppelerdiep (als Sethe) komt uit 1134. Het Meppelerdiep is in de loop der tijd meerdere malen uitgegraven (in 1664 werd hier al mee begonnen), maar eeuwenlang voelde niemand zich verantwoordelijk voor het kanaal. In 1859 ten slotte nam het Rijk het kanaal over van de particuliere eigenaren, waarna het verder werd uitgediept, verbreed en rechtgetrokken. Dat was nodig vanwege de turfwinning en waterafvoer. Het Meppelerdiep was een belangrijke waterweg voor het vervoer van turf, dat in de 15e tot en met de 19e eeuw een belangrijke brandstof was. Meppel en Zwartsluis waren destijds belangrijke doorvoerhavens, vanwaaruit de turf verscheept werd naar Holland. Door de turfwinning kreeg het Meppelerdiep meer water te verwerken, wat regelmatig tot wateroverlast leidde. Hierom is in 1974 het gemaal Zedemuden naast de Meppelerdiepsluis in gebruik genomen.

## Gebruik
Meppel is via het Meppelerdiep bereikbaar voor schepen met een maximale afmeting van 110 x 12 x 3,25 meter (bij NAP) komen. Voorbij de Kaapbruggen neemt de maximaal toegestane omvang af tot 90 x 11,50 x 2,75m bij NAP (met ontheffing en onder speciale voorwaarden: 100 x 10,50 x 2,50m). Het Meppelerdiep maakt deel uit van het nationale hoofdvaarwegennet en is geschikt voor schepen tot 3000 ton (CEMT-klasse Va).

### Zwartsluis
Aan het begin van het Meppelerdiep ligt de stad Zwartsluis. Een grote scheepswerf voor nieuwbouw en reparatie ligt direct aan het Meppelerdiep. Daarnaast zijn er nog verschillende jachtwerven en aanverwante bedrijven langs de oevers en op het industrieterrein De Kranerweerd.

### Meppel
In Meppel gaat het Meppelerdiep over in de Drentsche Hoofdvaart en Hoogeveense Vaart. Aan de oevers van het Meppelerdiep liggen industrieterreinen. Een speciaal nieuw nat industrieterrein Oevers D met daarin de nieuwe haven Sethehaven is bereikbaar voor schepen tot 2000 ton en biedt bedrijfskavels met een eigen loskade.
Behalve op- en overslagbedrijven zijn er ook scheepswerven gevestigd in Meppel. Voor de beroepsvaart is er bijvoorbeeld scheepswerf De Kaap en er zijn verschillende werven voor de pleziervaart zoals Holterman Yachting, Jachthaven Meppel bv en de bouwer van de Doerak-jachten, Pro Aqua. Al deze bedrijven houden zich bezig met reparatie en nieuwbouw.

## Sluizen
In Zwartsluis bevinden zich drie sluizen die allen aan het Zwarte Water uitkomen, van west naar oost de Grote Kolksluis, Staphorstersluis en de Meppelerdiepsluis. Tevens bevindt zich naast de Meppelerdiepsluis het Gemaal Zedemuden.

### Staphorstersluis
De eerste vermelding van een sluis komt uit 1398. Op 19 mei 1621 werd de sluis, toen Staphorstersluis of Groete Zijl genaamd, aan een groep investeerders verkocht. Deze herbouwden de sluis, die in 1623 gereed kwam. De Staphorstersluis werd in 1776 verwoest door een stormvloed en in 1779 herbouwd. In 1952 verloor de sluis zijn functie, maar bestaat nog steeds en is de oudste nog aanwezige schutsluis in de provincie Overijssel.

### Grote Kolksluis
Omdat de Staphorstersluis te klein werd voor het drukke scheepvaartverkeer, is westelijk hiervan de Grote Kolksluis aangelegd. Deze is 60 meter lang en 8 meter breed, en kwam op 2 januari 1879 gereed. In 2001 ging de sluis wegens bouwvalligheid dicht, waardoor het scheepvaartverkeer van het Meppelerdiep naar het Zwarte Water en omgekeerd alleen gebruik kan maken van de Meppelerdiepsluis. Omdat gedurende gemiddeld 16 dagen per jaar de Meppelerdiepsluis gestremd is wegens te hoog of te laag water, betekende dit dus ook een beperking in het gebruik van het Meppelerdiep. Door Rijkswaterstaat is de sluis gerenoveerd en op 26 april 2008 werd de Grote Kolksluis weer geopend. De Grote Kolksluis is geschikt voor schepen tot CEMT-klasse III.

### Meppelerdiepsluis
De Meppelerdiepsluis ten slotte is een keersluis met ophaalbrug die oostelijk van de eerder gebouwde sluizen is aangelegd. Deze sluis kwam in 1958 gereed en is 13,5 meter breed. Sindsdien kunnen schepen van CEMT-klasse Va naar Meppel varen.
Deze keersluis gaat dicht bij waterstanden beneden de 0,5 m beneden NAP en 0,5 meter boven NAP. Dit is gemiddeld zestien dagen per jaar het geval en het Meppelerdiep is daar dan gestremd voor het scheepvaartverkeer.
Omdat de grootte van de Grote Kolksluis en de Meppelerdiepsluis niet aan de eisen van deze tijd voldoen (zowel voor de scheepvaart als voor de waterkering), wordt er een nieuwe Meppelerdiepsluis gebouwd, die in 2017 klaar zal zijn. De bestaande brug in de N331 wordt eveneens vervangen.

### Gemaal Zedemuden
Reeds in 1779 werd er geklaagd over te veel waterafvoer via het Meppelerdiep. In 1898 was er een plan om een stoomgemaal te bouwen, maar dit stuitte op groot verzet van Staphorster boeren, die de daarbij behorende belasting (machinegeld) niet zagen zitten. Niettemin hadden de aan het Meppelerdiep grenzende plaatsen vaak hinder van wateroverlast, in 1960 nog zette hoog water een deel van Meppel blank. Rijkswaterstaat besloot daarom tot de aanleg van een elektrisch gemaal.
Op 13 mei 1974 is het Gemaal Zedemuden in gebruik genomen naast de Meppelerdiepsluis in Zwartsluis. Het gemaal zorgt in tijden van extra neerslag voor waterafvoer uit de provincie Drenthe, via het Zwarte Water en het IJsselmeer naar de Waddenzee. In 1998 was er wederom sprake van grote wateroverlast in Meppel, daarom werd in 2010 de capaciteit vergroot.